# Liga Contra o Imperialismo
A Liga contra o Imperialismo e a Opressão Colonial (francês: Ligue contre l'impérialisme et l'oppression coloniale; alemão: Liga gegen Kolonialgreuel und Unterdrückung) foi uma organização anti-imperialista transnacional no período entre guerras. Ela foi referenciada em muitos textos como Liga Mundial Anti-Imperialista ou simplesmente e confusamente sob o nome impróprio de Liga Anti-Imperialista.
Foi estabelecida no Egmont Palace em Bruxelas, Bélgica, em 10 de fevereiro de 1927, na presença de 175 delegados de todo o mundo. Foi um evento significativo porque reuniu representantes e organizações do mundo comunista e organizações e ativistas anticoloniais do mundo colonizado. 107 de 175 delegados vieram de 37 países sob domínio colonial. O Congresso visava criar um "movimento antiimperialista de massas" em escala mundial e pode ser considerada uma organização de fachada do Comintern. Desde 1924, o Comintern defendia o apoio dos países coloniais e semicoloniais e tentava, com dificuldade, encontrar convergências com a esquerda da Internacional Trabalhista e Socialista e com os partidos nacionalistas anticoloniais burgueses do mundo colonizado. Outro estímulo para criar uma cooperação interpolítica foi o surto revolucionário na China desde 1923, no qual o Kuomintang nacionalista estava em uma Frente Unida com o Partido Comunista Chinês.
Segundo o historiador indiano Vijay Prashad, a inclusão da palavra 'liga' no nome da organização foi um ataque direto à Liga das Nações, que perpetuou o colonialismo por meio do sistema de mandatos.
Na Conferência de Bandung de 1955, Sukarno creditou a Liga como o início de um movimento mundial eventualmente bem-sucedido contra o colonialismo.